# Dappy
Dappy (* 11. Juni 1987 in London; eigentlich Costadinos „Dino“ Contostavlos) ist ein britischer Grime-Musiker, der in den 2000ern als Mitglied der N-Dubz bekannt wurde.

## Biografie
Dappy ist der Sohn von Byron Contostavlos, der unter anderem Bassist bei Mungo Jerry gewesen war. Er wuchs in Camden Town im Norden Londons auf, wurde mehrfach der Schule verwiesen und ging schließlich mit 15 Jahren ohne Abschluss ab. Später setzte er auf Drängen seines Vaters aber seine Ausbildung am College fort, während er mit einer Cousine und einem Schulfreund als N-Dubz eine Musikerkarriere startete.
Von 2007 bis 2011 war das Trio sehr erfolgreich, Dappy machte aber in dieser Zeit immer wieder negative Schlagzeilen und wurde wegen tätlichen Angriffen zu einer viermonatigen Bewährungsstrafe verurteilt. 
Als die N-Dubz eine Auszeit nahmen, verfolgte Dappy eine Solokarriere und nahm zusammen mit Tinchy Stryder, mit dem er bei den N-Dubz mit der Single Number 1 2009 bereits einen Nummer-eins-Hit gehabt hatte, seine erste Single ohne Band auf. Der Song Spaceship erreichte im Juni 2011 Platz 5 in Großbritannien. Im Oktober desselben Jahres folgte seine erste richtige Solosingle No Regrets. Sie wurde sein erster eigener Nummer-eins-Hit. Mit dem Queen-Gitarristen Brian May erreichte er mit dem Titel Rockstar im Jahr darauf Platz 2.
Im Jahr 2014 produzierte er eine Vocal-Version zu Martin Garrix’ Club-Hit Animals. Der Remix wurde im Frühjahr 2014 als Single veröffentlicht.

## Diskografie

### Studioalben
| Jahr | Titel          | Höchstplatzierung, Gesamtwochen, AuszeichnungChartsChartplatzierungen (Jahr, Titel, Platzierungen, Wochen, Auszeichnungen, Anmerkungen) | Anmerkungen |
| Jahr | Titel          | UK | Anmerkungen |
| ---- | -------------- | --- | ----------- |
| 2012 | Bad Intentions | UK6 Gold · (5 Wo.)UK |             |
| 2021 | Fortune        | UK88 (1 Wo.)UK |             |

### EPs
- 2015: Eros Apollo

### Singles als Leadmusiker
| Jahr | Titel Album                              | Höchstplatzierung, Gesamtwochen, AuszeichnungChartsChartplatzierungen (Jahr, Titel, Album, Platzierungen, Wochen, Auszeichnungen, Anmerkungen) | Anmerkungen                      |
| Jahr | Titel Album                              | UK | Anmerkungen                      |
| ---- | ---------------------------------------- | --- | -------------------------------- |
| 2011 | No Regrets Bad Intentions                | UK1 Platin · (23 Wo.)UK |                                  |
| 2012 | Rockstar Bad Intentions                  | UK2 Silber · (7 Wo.)UK | feat. Brian May                  |
| 2012 | I’m Coming (Tarzan Pt. 2) Bad Intentions | UK35 (3 Wo.)UK | Promo-Single                     |
| 2012 | Yin Yang Bad Intentions                  | UK73 (1 Wo.)UK | Promo-Single                     |
| 2012 | Good Intentions Bad Intentions           | UK12 Silber · (7 Wo.)UK |                                  |
| 2015 | Beautiful Me –                           | UK19 Silber · (4 Wo.)UK |                                  |
| 2017 | Spotlight –                              | UK56 (1 Wo.)UK |                                  |
| 2018 | Oh My –                                  | UK23 Platin · (17 Wo.)UK | feat. Ay Em                      |
| 2018 | All We Know –                            | UK64 (2 Wo.)UK |                                  |
| 2019 | Motorola –                               | UK32 (8 Wo.)UK | mit Da Beatfreakz, Swarmz & Deno |
| 2020 | Splash –                                 | UK78 (1 Wo.)UK | mit RussMB                       |

Weitere Singles
- 2015: 100 (Built for This)
- 2015: Money Can’t Buy
- 2016: Hip Hip Hooray
- 2016: Messi
- 2016: Kiss
- 2017: Straight Facts
- 2017: Trill
- 2019: Pantha

### Singles als Gastmusiker
| Jahr | Titel Album         | Höchstplatzierung, Gesamtwochen, AuszeichnungChartsChartplatzierungen (Jahr, Titel, Album, Platzierungen, Wochen, Auszeichnungen, Anmerkungen) | Anmerkungen                             |
| Jahr | Titel Album         | UK | Anmerkungen                             |
| ---- | ------------------- | --- | --------------------------------------- |
| 2011 | Spaceship –         | UK5 Silber · (9 Wo.)UK | Tinchy Stryder feat. Dappy              |
| 2012 | Explode Bajan Style | UK29 (5 Wo.)UK | Cover Drive feat. Dappy                 |
| 2019 | Comfortable –       | UK32 Silber · (6 Wo.)UK | Yungen feat. Dappy                      |
| 2019 | Not Today –         | UK43 (6 Wo.)UK | Plug feat. Dappy & Tory Lanez           |
| 2019 | My One –            | UK41 Silber · (11 Wo.)UK | Wiley feat. Tory Lanez, Kranium & Dappy |
| 2019 | Link Up –           | UK84 (1 Wo.)UK | Geko feat. Stefflon Don, Deno & Dappy   |
| 2020 | +44 –               | UK80 (1 Wo.)UK | Lotto Boyzz feat. Dappy                 |
| 2020 | Freaky –            | UK62 (1 Wo.)UK | Swarmz feat. Poundz & Dappy             |